# Bryaninops tigris
Bryaninops tigris is een straalvinnige vissensoort uit de familie van grondels (Gobiidae). De wetenschappelijke naam van de soort is voor het eerst geldig gepubliceerd in 1985 door Larson.